# Ярешник
Ярешник (на сръбски: Јарешник или Jarešnik) е село в Община Босилеград, Сърбия

## История
Най-старото писмено сведение за селото се среща в османотурски документ от 1576 година. В регистър на джелепкешани от 1576 г. селото е отбелязано като част от каза Илидже. Посочен е местният жител Стоян Милуш, натоварени да достави 40 овце, с поръчител Бойчин Доган от с Груинча.

## Население
- 1948 - 310
- 1953 - 320
- 1961 - 268
- 1971 - 251
- 1981 - 229
- 1991 - 128
- 2002 - 96
- 2011 - 50

### Етнически състав
(2002)
- 96,87% българи
- 1, 04% сърби